# Critonia
Critonia es un género de plantas perteneciente a la familia Asteraceae. Comprende 54 especies descritas y de estas, solo 28 aceptadas.  Es originario de Sudamérica.

## Descripción
Las plantas de este género sólo tienen disco (sin rayos florales) y los pétalos son de color blanco, ligeramente amarillento blanco, rosa o morado (nunca de un completo color amarillo).

## Taxonomía
El género fue descrito por Patrick Browne y publicado en The Civil and Natural History of Jamaica in Three Parts 490, 314–315, t. 34, f. 1. 1756. La especie tipo es: Eupatorium dalea L. = Critonia dalea (L.) DC.

## Especies aceptadas
A continuación se brinda un listado de las especies del género Critonia aceptadas hasta junio de 2012, ordenadas alfabéticamente. Para cada una se indica el nombre binomial seguido del autor, abreviado según las convenciones y usos, y nombre común en su caso.
- Critonia aromatisans (DC.) R.M.King & H.Rob. - trébol de Cuba[6]
- Critonia billbergiana (Beurl.) R.M.King & H.Rob.
- Critonia campechensis (B.L.Rob.) R.M.King & H.Rob.
- Critonia conzattii (Greenm.) R.M.King & H.Rob.
- Critonia dalea (L.) DC.
- Critonia daleoides DC.
- Critonia dominicensis R.M.King & H.Rob.
- Critonia heathiae B.L.Turner
- Critonia hebebotrya DC.
- Critonia heteroneura Ernst
- Critonia hospitalis (B.L.Rob.) R.M.King & H.Rob.
- Critonia imbricata Griseb.
- Critonia inaequidens (Urb.) R.M.King & H.Rob.
- Critonia lanicaulis (B.L.Rob.) R.M.King & H.Rob.
- Critonia lozanoana (B.L.Rob.) R.M.King & H.Rob.
- Critonia morifolia (Mill.) R.M.King & H.Rob.
- Critonia nubigenus (Benth.) R.M.King & H.Rob.
- Critonia paneroi B.L.Turner
- Critonia parviflora (Sw.) DC.
- Critonia platychaeta (Urb.) R.M.King & H.Rob.
- Critonia portoricensis (Urb.) Britton & P.Wilson
- Critonia pseudo-dalea DC.
- Critonia quadrangularis (DC.) R.M.King & H.Rob.
- Critonia sexangularis (Klatt) R.M.King & H.Rob.
- Critonia siltepecana (B.L.Turner) R.M.King & H.Rob.
- Critonia stigmatica (Urb. & Ekman) R.M.King & H.Rob.
- Critonia wilburii R.M.King & H.Rob.
- Critonia yashanalensis (Whittem.) R.M.King & H.Rob.